# سیدنی رایلی
سیدنی جرج رایلی (به انگلیسی: Sidney Reilly) معروف به تک‌خال جاسوسان، به عنوان یک عامل مخفی در سازمان اطلاعات مخفی بریتانیا خدمت می‌کرد. یکی از مأموریتهای مهم او نقش آفرینی در طرح بریتانیا برای سرنگونی دولت بولشویک‌ها در سال ۱۹۱۸ بود. سیدنی رایلی برای نقش خود در این طرح به‌طور غیابی به اعدام محکوم شد. این حکم در سال ۱۹۲۵ میلادی پس از بازگشت او به شوروی به اجرا درآمد. گفته می‌شود سیدنی رایلی الهام بخش ایان فلمینگ، نویسنده بریتانیایی برای خلق شخصیت جیمز باند بوده‌است.امروزه برخی از مورخان، از رایلی به عنوان نخستین «جاسوسی فوق‌العاده» قرن بیستم یاد می‌کنند.

## اوایل زندگی

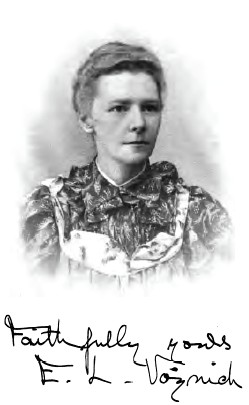
اِتِل لیلیان وُینیچ (Ethel Lilian Voynich) رمان‌نویس و موسیقی‌دان ایرلندی بود.

هنوز جزئیات دقیقی دربارهٔ واقعیت زندگی سیدنی رایلی دردسترس نیست. ادعاهای متعددی از خود رایلی نقل شده که پدرش را به عنوان یک روحانی ایرلندی، یک دریانورد تجاری ایرلندی و زمین‌دار به دیگران معرفی نموده‌است.
به گفته دانشنامه بریتانیکا، سیدنی رایلی، با نام اصلی زیگموند رزنبلوم (به روسی: Зи́гмунд Розенблю́м)، در ۲۴ مارس ۱۸۷۴، در شهر اودسا، امپراتوری روسیه متولد شد. او فرزند نامشروع یک دکتر یهودی در اودسا بود. در طول ۱۸۹۰ تا ۱۸۹۳ او به وین رفت و شیمی را مطالعه کرد. او برای فرار از دست پلیس مخفی پادشاهی روسیه، به برزیل رفت. در آنجا او با افسران ارتش انگلیس در آمازون دوست شد و به اطلاعات انگلیس در لندن معرفی شد. در سال ۱۸۹۹، او نام خود را به سیدنی جورج ریلی تغییر داد.

## جنگ روسیه و ژاپن
رایلی با استفاده از پاسپورت جعلی انگلیس در ماه ژوئن ۱۸۹۹ به روسیه تزاری سفر کرد. او به قفقاز رفت تا ذخایر نفتی را بررسی کند و پس از آن گزارش خود را برای دولت بریتانیا ارسال کرد. سپس او پیش از جنگ روسیه و ژاپن به پورت آرتور و منچوری سفر کرد. در آنجا او هم برای بریتانیا و هم برای ژاپن به عنوان عامل دوگانه خدمت کرد. در حالی که پورت آرتور تحت تهدید حمله ژاپنی‌ها قرار گرفت، او به همراه شریک تجاریش مقادیر زیادی مواد غذایی، مواد اولیه، دارو و زغال سنگ را ذخیره کردند و با فروش آن‌ها با نرخ بسیار بالا، درآمد خود را از شرایط جنگ به دست آوردند. او همچنین برنامه‌های دفاع ساحلی روسیه را به سرقت برد و آن‌ها را به ژاپنی‌ها تحویل داد.

## قرارداد دارسی
در سال ۱۹۰۴،نیروی دریایی بریتانیا در نظر داشت تا با تغییر سوخت از زغال سنگ به نفت، ناوگان خود را بهینه‌سازی کند. به این منظور، رایلی را به خاورمیانه فرستاده شد تا گزارش‌های مربوط به منابع بزرگ نفتی کشف شده در ایران را بررسی کند. او گزارش داد که اطلاعات واقعی هستند، اما یک استرالیایی به نام ویلیام ناکس دارسی، امتیاز اکتشاف نفت را از شاه ایران گرفته‌است. دارسی برای توسعه میدان‌های نفتی نیاز به تأمین مالی قابل توجهی داشت. هنگامی که او در کن برای سرمایه‌گذاری با فرانسه و روتشیلد در حال مذاکره بود، رایلی خود را به عنوان یک کشیش برای جمع‌آوری کمک‌های مالی خیریه، مخفیانه به قایق بادبانی روتشیلدها که در آن مذاکرات با دولت فرانسه در حال انجام بود، رساند. رایلی توانست مخفیانه دارسی را متقاعد کند تا مذاکرات با روتشیلدها را متوقف کند و برای سرمایه‌گذاری با بریتانیا، به لندن برود. دارسی موافقت کرد و در ماه مه ۱۹۰۵ این توافقنامه امضا شد و در نتیجه بریتانیا سهام عمده ای را در بریتیش پترولیوم بدست آورد.